# Daniel-Hyacinthe-Marie Liénard de Beaujeu
Daniel-Hyacinthe-Marie Liénard de Beaujeu, född 1711, död 1755, var en kanadensisk adelsman och fransk marinkårsofficer som stupade i slaget vid Monongahela.

## Ungdom och tidiga liv
Daniel-Hyacinthe-Marie Liénard de Beaujeu var son till en marinkårsofficer och blev i tonåren officersaspirant vid den franska marinkåren. Man vet inte hur hans tidiga tjänstgöring förlöpte. 1737 gifte han sig i Quebéc med Michelle-Élisabeth Focault.

## Kung Georgs krig
De Beaujeu var löjtnant när Kung Georgs krig bröt ut. Han deltog i en expedition till Nova Scotia där trehundra fransmän och indianer besegrade femhundra man provinstrupper från New England. När han 1749 befordrades till kapten utnämndes han till kommendant över Fort Niagara.

## Fransk-indianska krigen
1755 övertog De Beaujeu befälet över Fort Duquesne. På vägen dit möttes han av brådskande rapporter om att en brittisk expedition under general Edward Braddock var på marsch mot fortet. På plats utformade han en försvarsstrategi som gick ut på att inte släppa fram fienden till fortet för en organiserad belägring, utan möta honom med ett eldöverfall i skogen. Den 9 juli var Braddocks styrka mindre än tio kilometer från fortet, men då Frankrikes indianska allierade in i det sista tvekade att möta den brittiska övermakten befann man sig fortfarande i fortet. När britterna närmade sig skedde en snabb framryckning mot dem och när de båda styrkorna möttes i skogen stupade De Beaujeu nästan omedelbart. Slaget blev dock en överväldigande fransk-indiansk seger över en överlägsen fiende.